# ألان جيمس
ألان جيمس (بالإنجليزية: Alan James)‏ هو كاتب سيناريو ومخرج أمريكي، ولد في 23 مارس 1890 في بورت تاونسند في الولايات المتحدة، وتوفي في 30 ديسمبر 1952 في هوليوود في الولايات المتحدة.

## وصلات خارجية
- ألان جيمس على موقع IMDb (الإنجليزية)
- ألان جيمس على موقع ألو سيني (الفرنسية)
- ألان جيمس على موقع قاعدة بيانات الأفلام السويدية (السويدية)
- ألان جيمس على موقع قاعدة بيانات الفيلم (الإنجليزية)
- ألان جيمس على موقع كينوبويسك (الروسية)